# Gustave Joseph Waffelaert
Gustave Joseph Waffelaert (Rollegem, 27 agosto 1847 – Bruges, 18 dicembre 1931) è stato un vescovo cattolico belga.

## Biografia
Ordinato sacerdote nel 1870, fu vescovo di Bruges dal 1895 alla propria morte nel 1931.

## Genealogia episcopale e successione apostolica
La genealogia episcopale è:
- Vescovo Johannes Wolfgang von Bodman
- Vescovo Marquard Rudolf von Rodt
- Vescovo Alessandro Sigismondo di Palatinato-Neuburg
- Vescovo Johann Jakob von Mayr
- Vescovo Giuseppe Ignazio Filippo d'Assia-Darmstadt
- Arcivescovo Clemente Venceslao di Sassonia
- Arcivescovo Massimiliano d'Asburgo-Lorena
- Vescovo Kaspar Max Droste zu Vischering
- Vescovo Joseph Louis Aloise von Hommer
- Vescovo Nicolas-Alexis Ondernard
- Vescovo Jean-Joseph Delplancq
- Cardinale Engelbert Sterckx
- Vescovo Jean-Joseph Faict
- Cardinale Pierre-Lambert Goossens
- Vescovo Gustave Joseph Waffelaert

La successione apostolica è:
- Vescovo Émile-Jean Seghers (1917)
- Vescovo Henricus Lamiroy (1929)
- Vescovo Edouard Leys, M.Afr. (1930)